# 統一主体国民会議第一期代議員選挙
統一主体国民会義第一期代議員選挙（とういつしゅたいこくみんかいぎだいいっきだいぎいんせんきょ）は、第四共和国憲法の規定で設置された機関である統一主体国民会議を構成する代議員を選出するために1972年12月に行われた韓国の選挙である。ここでは代議員選挙の後に行われた第8代大統領選挙（1972年大韓民国大統領選挙）についても説明する。

## 概要
1972年11月21日に行われた改正憲法草案（第四共和国憲法）への賛否を問う国民投票の結果、成立（投票率91.5％、9割を超える賛成票で承認）した新憲法に基づいて、行われた。選挙では、全国を1630選挙区に分け、一選挙区につき一名から五名まで代議員を選び、合計2,359名が選出された。候補者個人の選挙運動は一切禁止で、選管主催の合同演説会と選挙公報だけという完全な公営選挙であった。また、立候補者は官憲の干渉で野党系候補者の立候補は殆どできずほぼ与党系の候補者のみで占められた。

## 代議員選挙
1972年11月25日に公布された統一主体国民会議代議員選挙法に基づいて行われた。

### 基礎データ
- 被選挙権：30歳以上の大韓民国国民
- 立候補要件：選挙区内で住民登録をした有権者300名以上の推薦署名が必要。
- 定数：2,359名
- 選挙区数：1,630箇所（206選挙区では無投票）
- 選挙制度：小選挙区（1名）と中選挙区（2～5名）の並立制。選挙区定数の範囲内で有効得票数が多い順に当選。
- 投票方法：記号式で候補者1名のみに投票。
- 選挙人数：15,802,435名
- 候補者数：6,154名

### 代議員選挙結果
- 投票日：1972年12月15日
- 投票率：70.4％（投票者数：10,283,793名）
- 有効得票数：9,960,601票（投票数の96.9％）
- 当選者数：2,359名（無投票当選は225名）

## 第8代大統領選挙
12月23日に統一主体国民会議第一回会議が開催、自動的に朴正煕が議長になった。続いて第八代大統領選挙が行われ、朴正煕大統領のみが候補者として立候補し、2,000票を超える圧倒的多数で当選を果たした。
| 項目     | 票数  |
| -------- | ----- |
| 投票総数 | 2,359 |
| 朴正煕   | 2,357 |
| 無効     | 2     |
| 反対     | 0     |

## 維新政友会の発足
第四共和国憲法では、国会の三分の一に当たる議席を、統一主体国民会議（国民会議）から選出することになっていた。選挙法では、国民会議によって選出される国会議員候補者は、大統領が国民会議に対し一括推薦を行い、国民会議で推薦候補への一括投票で決することになっていた。
朴正煕大統領は、1973年2月27日に行われた第9代総選挙後の3月5日に、国会議員候補者73名（任期3年）と予備候補者14名を決定し、国民会議に一括推薦した。朴大統領の一括推薦を受けて、国民会議は市道別ごとに一括投票（推薦名簿に対する賛否投票）を実施し、7日に73名全員を国会議員に選出した。
| 項目       | 票数  |
| ---------- | ----- |
| 在籍代議員 | 2,359 |
| 出席代議員 | 2,354 |
| 賛成       | 2,251 |
| 反対       | 82    |
| 無効       | 21    |

| 分野別   | 人数 | 比率 |
| -------- | ---- | ---- |
| 政治家   | 20   | 27.4 |
| 官僚     | 16   | 16   |
| 軍部     | 8    | 11.0 |
| 女性     | 8    | 11.0 |
| 学界     | 7    | 9.6  |
| 言論界   | 7    | 9.6  |
| 社会各界 | 4    | 5.5  |
| 教育界   | 3    | 4.0  |

政治家からの出身20名の中には、金鍾泌国務総理、白斗鎮前国会議長などが含まれていた。
国民会議から選出された大統領推薦（事実上の任命）議員は、与党の民主共和党とは別に、独自の院内交渉団体｢維新政友会｣を3月10日に創立総会を開催して結成した。初代会長は白斗鎮が選出された。維新政友会はその規約において｢十月維新の理念を議会政治に具現化することで、韓国的民主主義の発展に寄与することを目的にする｣としていたが、実質的には大統領が国会を掌握するための前衛部隊としての役割のみを担わされた。
地域区から選出された議員146名と、国民会議から選出された維新政友会議員73名を合わせた219名で構成された第9代国会議員によって構成された、第四共和国憲法下で初めての国会は、1973年3月12日に開会された。